# Marinehaus
Das Marinehaus ist ein historisches Gebäude im Berliner Ortsteil Mitte des gleichnamigen Bezirks in der Luisenstadt, Am Köllnischen Park 4/4a / Märkisches Ufer 48/50. Der unter Denkmalschutz stehende Putzbau wurde 1908/1909 nach Plänen des Architekten Otto Liesheim errichtet.

## Architektur

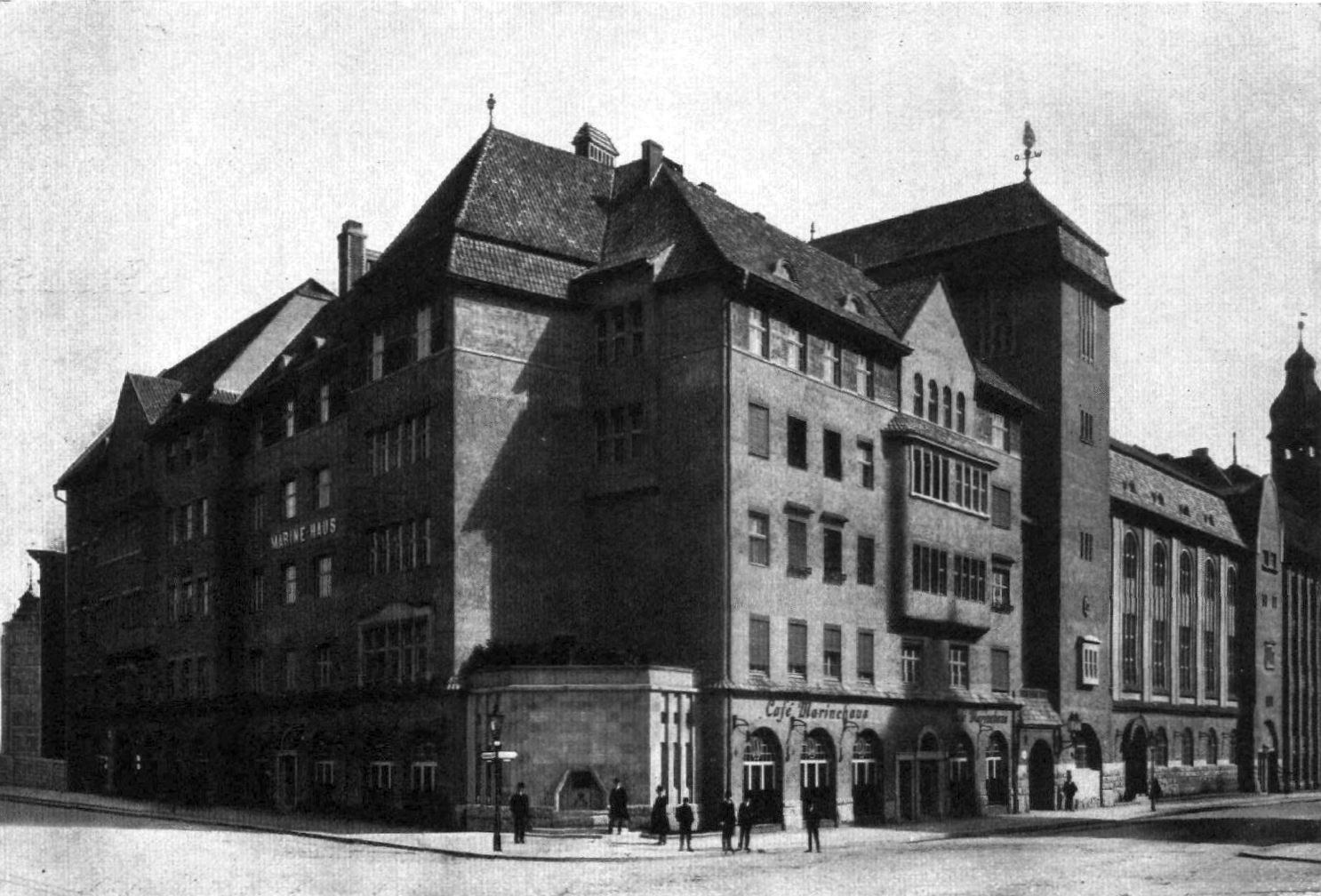
Marinehaus, 1909

Die ursprünglich durch Risalite stark gegliederte und im Stil der Neorenaissance dekorierte Fassade besteht aus hochrechteckig gefassten gereihten Fenstern mit Rundbogenöffnungen, die über zwei Etagen reichen. Der Sockelbereich ist rundherum rustifiziert.
Im Inneren des Gebäudes gibt es eine großzügige Treppenanlage, der große Festsaal im Obergeschoss ist ähnlich wie der Hauptraum einer Kirche gestaltet worden. Ein Tonnengewölbe mit kassettierter Oberfläche schließt ihn ab. Eine Empore zieht sich um drei Seiten herum. Dort, wo sich in Kirchen der Chorraum befindet, hat der Architekt eine Bühne einbauen lassen. Darüber ist ein Wandgemälde in Halbrundform gestaltet.
Im Jahr 1984 erfolgten Veränderungen der Bausubstanz durch massive Umbauten, vor allem der markante Turmaufsatz wurde entfernt und die Giebelformen zur Straßenseite hin geändert.
An der eingezogenen Gebäudeecke befindet sich ein Schmuckbrunnen, der seit langem nicht mehr in Betrieb ist.

## Geschichte

### 1908–1945
Das Gebäude wurde für die Berliner Kriegerheim GmbH errichtet und besaß zuerst die Adresse Am Köllnischen Park 9 / Brandenburger Ufer 1. Nachdem aus dem Kriegerverein der Marineverein geworden war, diente das Gebäude bis 1918 als Vereinshaus einer kaiserlichen Marineeinheit. Nach diesem Verein erhielt das Haus seinen Namen.

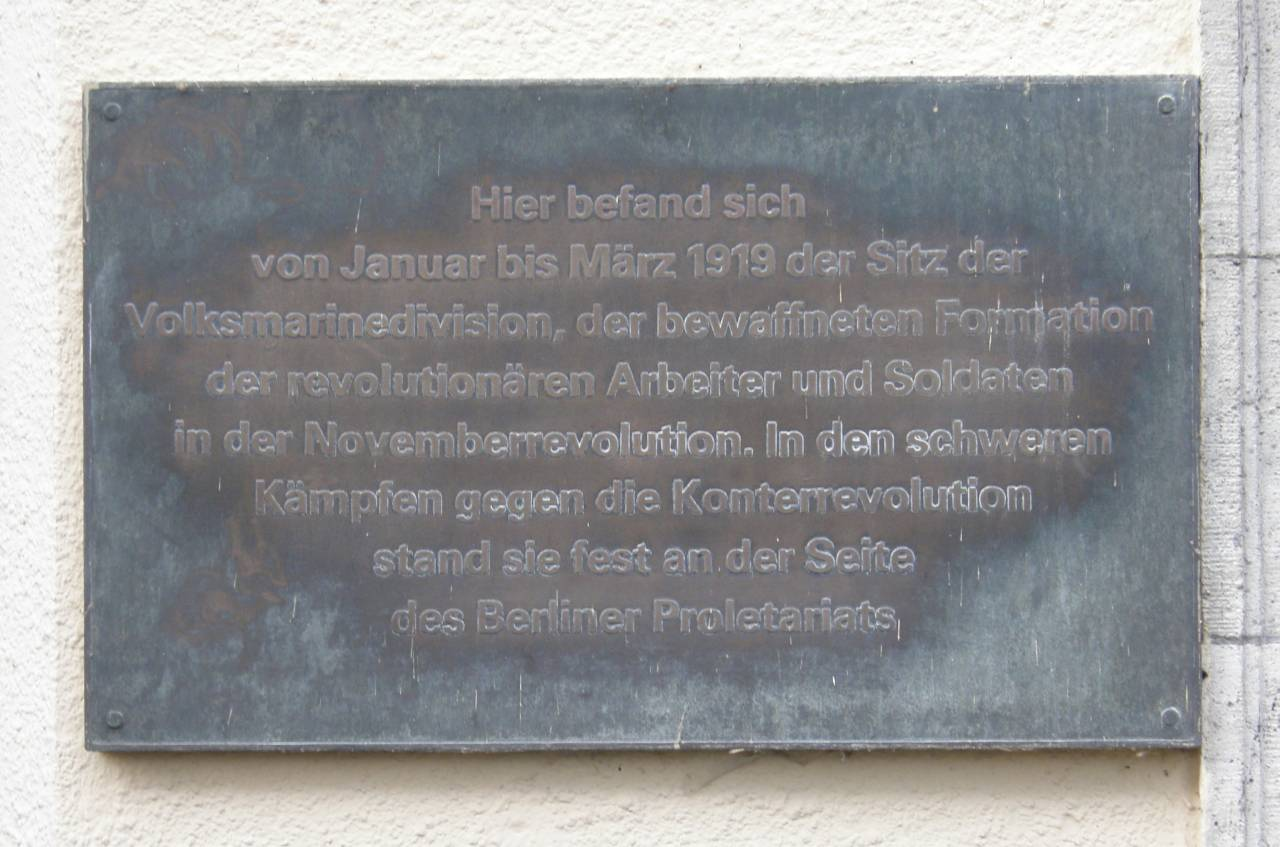
Gedenktafel am Marinehaus

Während der Novemberrevolution hatte im Jahr 1919 der Stab der Volksmarinedivision im Marinehaus seinen Sitz. Darauf weist eine Gedenktafel am Gebäude hin.
Das Marinehaus wechselte im Verlauf seiner Geschichte mehrfach den Besitzer. Die Berliner Landesversicherungsanstalt als neuer Eigentümer ließ es in den 1920er Jahren zum Bürogebäude mit einer Gaststätte umbauen.

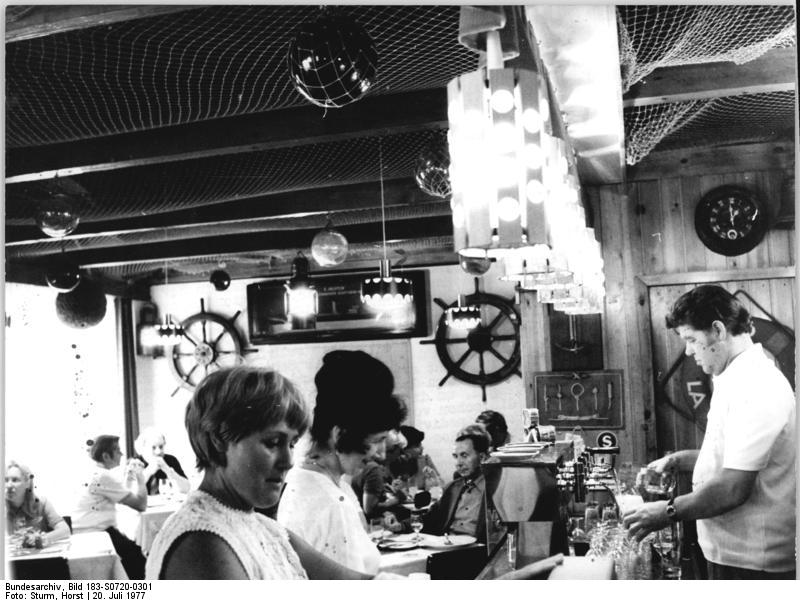
Blick in den Schankraum des Marinehauses, 1977

In den 1930er Jahren eröffnete am Märkischen Ufer im Erdgeschoss des Gebäudes eine öffentliche Gaststätte mit dem Namen Marinestube. Inhaber und Eigentümerin der Gaststätte war eine Frau A. Sens.

### 1945–1989
Ab 1945, nach Ende des Zweiten Weltkriegs war das Haus Sitz der Verwaltung der Sozialversicherung der Sowjetischen Besatzungszone, später der DDR. Nach der Verstaatlichung der Versicherungen gelangte das Gebäude an den FDGB, der ab 1951 Träger der DDR-Sozialversicherung war.
In der DDR-Zeit betrieb der Konsum die Gaststätte Marinehaus, die mit passenden Dekorationen ausgestaltet wurde. Auch in dieser Zeit führte ein Inhaber die Gaststätte privat weiter.

### 1989–2011
Nach dem Mauerfall und der deutschen Wiedervereinigung wurde der FDGB aufgelöst und das Haus bis auf die Gaststätte leergezogen, es ging an die Landessozialversicherung zurück. Im Jahr 1993 hatte das Land Berlin das Gebäude gekauft. Es sollte zu Verwaltungszwecken umgebaut werden, woraus allerdings nichts wurde. So erhielt der Liegenschaftsfonds Berlin das Gebäude zum Weiterverkauf, Kaufinteressenten fanden sich allerdings nicht. Schließlich entschied der Senat im Jahr 2007, den nun mehr als 20 Jahre ungenutzten großen Saal in den oberen Etagen als Erweiterungsbau an das Märkische Museum anzuschließen. Es sollte ein Forum Zeitgeschichte beherbergen. Für den Umbau fand im Jahr 2008 ein Architektenwettbewerb statt, den das Londoner Büro Stanton Williams gewonnen hatte.
Die Bausumme für die 5000–7000 m² große Ausstellungsfläche sollte 23,4 Millionen Euro betragen. Nach Detailplanungen und Maßnahmen zur Entkernung des Gebäudes stellte sich 2011 heraus, dass der Saal im Marinehaus „wider Erwarten nur begrenzte Möglichkeiten für die Umnutzung zum Museum im geforderten Flächen- und Nutzungsprofil“ biete. Das Projekt musste deshalb abgesagt werden, obwohl bereits Planungskosten von fast drei Millionen Euro entstanden waren.
Die Gaststätte wurde von Stefan Pfannschmidt und Michael Hartwig gekauft, modernisiert und weiter betrieben.

### Seit der 2010er Jahre
2018 wurde ein weiterer Wettbewerb mit dem gleichen Nutzungsziel ausgeschrieben, aus dem das Kopenhagener Architekturbüro Adept als Sieger hervorging. Im September 2017 wurde eine Finanzierungsvereinbarung zwischen der Bundesregierung, dem Senat von Berlin und der Stiftung Deutsche Klassenlotterie Berlin unterzeichnet. Das Marinehaus wird zusammen mit dem Märkischen Museum den Kern eines Museums- und Kreativquartiers am Köllnischen Park bilden und als Zentrum musealer und kultureller Aktivitäten die Angebote des Märkischen Museums ergänzen und erweitern. Die Bauarbeiten sollten 2022 beginnen.